# Зимлер, Ричард
Ри́чард Зи́млер (англ. Richard Zimler; род. 1 января 1956, Рослин-Хайтс, штат Нью-Йорк, США) — американский писатель, автор исторических романов, переведённых на 20 языков мира. Лауреат Национальной премии искусств за 1994 год, премии Геродота за 1998 год и премии Альберто Бенвениста за 2009 год.

## Биография

### Личная жизнь
Родился 1 января 1956 года в Рослин-Хайтс. В 1973 году окончил среднюю школу Херрикс в пригороде Нью-Йорка. В 1977 году получил степень бакалавра по сравнительному религиоведению в Университете Дьюка. В 1982 году получил степень магистра журналистики в Стэнфордском университете . В течение шестнадцати лет преподавал на факультете журналистики в Университете Порту.
Ричард Зимлер — открытый гомосексуал. С 1978 года состоит в отношениях с учёным Александром Кинтанильей, с которым познакомился в Сан-Франциско. В 1990 году, вместе с супругом, переехал на его родину в Португалию. В 2002 году получил гражданство Португалии. В августе 2010 года Зимлер и Кинтанилья официально сочетались браком.
В апреле 2019 года Зимлер написал статью для «Обзёрвер», в которой рассказал о том, как смерть его брата от ВИЧ / СПИДа в молодом возрасте повлияла на его литературную деятельность, в частности, на выбор темы для его последней книги «Евангелие от Лазаря». В июне того же года и для того же издания он написал статью, в которой утверждал, что в марте 2019 года его британский агент сказал, что две культурные организации в Великобритании потеряли интерес к сотрудничеству с ним по продвижению его новой книги, когда узнали, что он является евреем, опасаясь антиизраильских акций протеста. По словам писателя, агент просил не называть своего имени и не указывать названий организаций.

### Творческая деятельность
За свои произведения Зимлер неоднократно номинировался на известные международные литературные премии. В 2009 году за роман «Хранитель рассвета» он был удостоен премии Альберто Бенвениста, которая присуждается за романы, имеющие отношение к сефардской еврейской культуре или истории. Награду ему вручили в январе 2009 года в Сорбонне, во Франции.
Пять романов Зимлера, «Полночная охота» (2005), «В поисках Саны» (2007), «Седьмые ворота» (2009), «Варшавские анаграммы» (2013) и «Ночной страж» (2016), номинировались на Международную литературную премию в Дублине, самую престижную литературную награду для англоязычных писателей.
В 2009 году его роман «Варшавские анаграммы» был выбран в качестве «Книги года» главным португальским книжным журналом «Лер», а также учителями и учениками средних школ страны, получив приз Маркиза де Ору в 2010 году. Книга также попала в список одной из двадцати лучших книг первого десятилетия (2000—2009 годы) ежедневной газетой «Публико». В августе 2011 года «Сан-Франциско кроникл» описала книгу следующим образом: «Равные части, захватывающие, душераздирающие, вдохновляющие и умные, эта загадка в самом печально известном еврейском гетто Второй мировой войны заслуживает места среди самых важных произведений литературы о Холокосте».
В 2009 году Зимлер написал сценарий и снялся в короткометражном фильме «Медленное зеркало», основанном на одной из его историй. Режиссёр картины стала Сольвейг Нордлунд. В фильме снимались актёры Грасинда Наве и Марта Пенеда. В мае 2010 года картина получила награду в номинации «За лучшую драму» на фестивале короткометражных фильмов в Нью-Йорке.
В 2018 году Зимлер написал книгу для детей «Собака, которая ела дождь» на португальском языке. Иллюстрации для книги были написаны известным португальским художником Хулио Помаром. Книга получила премию в номинации «За лучшую детскую книгу» от Португальского фонда Биссайя Баррету.
В июле 2017 года город Порту наградил Зимлера Почётной медалью. На церемонии мэр Порту Руй Морейра назвал романиста «гражданином Порту, родившимся далеко, который делает Порту все более и более великим…». Он сказал: «Зимлер проецирует город Порту в мир и вводит остальной мир нас».
Писатель также редактировал сборник рассказов, все гонорары за который перечисляются в благотворительный фонд «Спасите детей», крупнейшую организацию по защите прав детей в мире. Сборник называется «Часы детей», и включают в себя сочинения Маргарет Этвуд, Надин Гордимер, Андре Бринк, Маркуса Зусака, Дэвида Алмонда, Кэтрин Ваз, Альберто Мангель, Евы Хоффман, Юнот Диас, Ури Орлев и Али Смит.
В августе 2011 года Зимлер опубликовал свою первую книгу стихов: «Голос любви: 72 каббалистических хайку». Стихи в книге выражают еврейские мистические идеи и образы в форме хайку.
Он также написал пять детских книг, которые были изданы на португальском языке: «Мария и Данило, или потерянный маг», «Танцуй, когда придёшь к концу», «
Хьюго и я, и рукава Марса», «Если бы я был» и «Собака, которая ела дождь» .
В декабре 2018 года португальский певец и автор песен Педро Абрунхоса выпустил новый альбом дуэтом с американской певицей и автором песен Люсиндой Уильямс, для которого Зимлер написал английскую версию песни «Держи меня».

## Сочинения
- «Евангелие от Лазаря» (англ. The Gospel According to Lazarus, 2019);
- «Ночной сторож» (англ. The Night Watchman, 2014);
- «Варшавские анаграммы» (англ. The Warsaw Anagrams, 2011);
- «Остров Тереса» (англ. Teresa Island, 2010);
- «Седьмые врата» (англ. The Seventh Gate, 2007);
- «В поисках саны» (англ. The Search for Sana, 2005);
- «Хранитель рассвета» (англ. Guardian of the Dawn, 2005);
- «Полночная охота» (англ. Hunting Midnight, 2003);
- «Ангельская тьма» (англ. The Angelic Darkness, 1998);
- «Последний каббалист Лиссабона» (англ. The Last Kabbalist of Lisbon, 1996);
- «Нечестивые призраки» (англ. Unholy Ghosts, 1996).